# Hoogheemraadschap Groot-Alblasserwaard
Het Hoogheemraadschap Groot-Alblasserwaard was een waterschap in de Alblasserwaard en de Vijfheerenlanden in de provincie Zuid-Holland.
Het waterschap was verantwoordelijk voor de waterhuishouding in het gebied, dat voornamelijk was gelegen in de Alblasserwaard. Het hoogheemraadschap was gevestigd in Ameide.

## Geschiedenis
Het waterschap is op 1 januari 1973 ontstaan uit een fusie van de volgende waterschappen:
- De Diefdijklinie
- Hoogheemraadschap van de Alblasserwaard en de Landen van Arkel beneden de Zouwe
- Hoogheemraadschap van de Vijfheerenlanden